# Nydala herrgård
Nydala säteri är en herrgård i Nydala socken i Jönköpings län i Småland. Säteriet tillhör sedan 1971 Värnamo kommun. 
Nydala herrgård bildades av den gamla klosteregendomen Nydala. 
Grosshandlare J.P. Carlsson, Sävsjö, köpte 1914 gården av hovrättsnotarie B.G. von Geijer. Godset har sedan gått i samma släkt i närmare hundra år, först till sonen Arvid Carlsson, senare dennes båda barn, först Ingemar Carlsson, därefter Kerstin Tullberg följt av hennes söner Jan och Ulf Tullberg.   Ägaren tiii Nydala säteri var fram t.o.m. 1921 patronus till komministertjänsten i Nydala församling och kallade och tillsatte därmed ensam prästtjänsten där.

## Ägare i kronologisk ordning[1]
- 1527–1528: Peder Skrivare
- 1529: Gottfrid Sure
- 1530–: Gudmund Pedersson (Slatte)
- 1500-talet: Truls Skrivare Rosenstråle
- 1500-talet: Johan Turesson Tre Rosor
- 1549–: Sten Eriksson Leijonhufvud
- 1500-talet: Claes Gera
- 1568: Gisle Nilsson Strutz
- 1569–1571: Erik Gustavsson Stenbock
- 1577: Carl Gustafsson Stenbock (död 1609)
- 1603–1616: Olof Stråle af Ekna
- 1624–1655: Peder Gudmundsson Strömberg
- 1655–1669: Israel Isaksson Ridderhielm
- 1669–1703: Hans Isak Ridderhielm
- 1703–1718: Alexander Stromberg
- 1718–1740: Ulrik Alexander Stromberg
- 1740–1753:  Johan Gustaf Linroth
- 1753–1759: Juliana Simzon
- 1759–1768: Carl Gustaf Löwenhielm
- 1768–1773: Anna Maria Linroth
- 1773–1786: Clas Hindrich Stedt
- 1786–1807:  Claes Stedt
- 1807–1849: Carl Silfversparre (1776–1849)
- 1849–1862: August Raab (1807–1888)
- 1862–1873: Carl F A B von Blixen-Finecke
- 1873–1878: En son till von Blixen-Finecke
- 1878–1879: Ett bolag ägt av Anders Vilhelm Carsten, Fritz Bogislaus Schwerin och eventuellt fler
- 1879–1888: Casimir Tisell (född 1842)
- 1888–1904: Gottschalk von Geijer (1821–1904)
- 1904–1908: Palaemona Treschow (1837–1908), änka efter föregående
- 1908–1914: Gustav von Geijer (1868–1922), häradshövding, son till de två föregående, flyttade 1914 till Skanör
- 1914–1918: J.P. Carlsson (1858–1935), grosshandlare i Sävsjö
- 1918–: Arvid Carlsson (1897–1963)[4]
- 1900-talet: Ingemar Carlsson (1931–1961)[4]
- 1900-talet: Kerstin Tullberg (1929–2013)[5]
- 1900-talet: Jan Tullberg (född 1959)[5] och Ulf Tullberg (född 1964)[5]